# Orio (Spagna)
Orio è un comune spagnolo di 6 096 abitanti situato nella comunità autonoma dei Paesi Baschi.